# 81
Năm 81 là một năm trong lịch Julius. 